# Ambatolampy
Ambatolampy es una ciudad (comuna urbana) en la provincia de Antananarivo, en Madagascar. Su población era de 26.549 personas en 2005. Su ubicación geográfica está en las coordenadas 19º 23' sur y 47° 25 este. Se encuentra a 1644 m s. n. m.